# 理鬯和
理鬯和（1596年—1646年），字卿雲，號寒石，河南開封府西華縣人，明末文人。

## 生平
生於萬曆二十四年（1596年）。原姓李，因恥與李自成同姓，改姓理。
弘光元年（1645年）南下，任监纪推官。隆武初，改授行在兵部职方司主事，奉命檄江西贛州。隆武二年（清順治三年，1646年）十月，清軍破贛州，理鬯和死於兵亂。

## 著作
理鬯和著作宏富，大多散佚，現僅存《寒石先生文集》三卷。